# Melfijske konstitucije
Melfijske konstitucije ali Liber Augustalis,  so bile zakonik Kraljevine  Sicilije, ki ga je 1. septembra 1231 objavil cesar Friderik II.  Objavljene so bile v Melfiju, iz katerega so se Friderikovi normanski predniki dve stoletji prej odpravili osvajat Mezzogiorno. Temeljile so na zakonikih porotnih sodišč Capue iz leta 1220 in Ariana iz leta 1140 in bile naslednjih šest stoletij osnova sicilskega prava. 
Avtor konstitucij naj bi bil sam Friderik, čeprav se zdi, da je nanje vplival tudi Giacomo Amalfitano, nadškof Capue. Papež je nadškofa celo grajal, ker je sprejemal in svetoval klavzule, ki so bile v nasprotju z željami Cerkve. Tradicionalno se avtorstvo pripisuje Pieru delle Vigne, čeprav  je skoraj gotovo plod večmesečnega dela odbora, v katerem so Friderik, Giacomo Amalfitano in Piero delle Vigne samo  sodelovali.
Konstitucije so bile napisane v latinščini in pred razglasitvijo prevedene v grščino. Tako kot prejšnja normanska zakonodaja so veljale za vsa ljudstva kraljestva: Langobarde, Grke, Saracene, Germane in Jude. 253 klavzul je razdeljenih v tri knjige:
- Prva knjiga vsebuje 107 klavzul in obravnava javno pravo; ena od klavzul manjka v vseh rokopisih.
- Druga knjiga vsebuje  52 klavzul in obravnava sodne procedure.
- Tretja knjiga vsebuje 94 klavzul in  se nanaša na  fevdalno, civilno in kazensko pravo.

Konstitucije so okrepile moč kralja in zmanjšale moč njegovih vazalov. Centralizacija in birokratizacija se je nadaljevala s konstitucijami, sprejetimi v naslednjem stoletju. Zakonodaja je še naprej poudarjala sakralno vlogo in od boga dano pravico vladanja monarha. Friderik II. je v konstitucijah zapisal: "Mi, ki jih je [Bog] povzdignil nad človeško upanje na vrh rimskega imperija."
Z vojaškega vidika so prepovedovale nošenje orožja brez dovoljenja. Kralj je ustanovil stalno saracensko vojsko, da mu ni bilo treba v vojsko vpoklicati nezanesljivih baronov, nezadovljnih z zakonodajo. Vazali so bili močno prizadeti tudi na druge načine. Prodaja fevdov, na primer, je bila prepovedana, s čimer je bilo odpravljeno ustanavljenje podfevdov, vsi vazali pa so bili podvrženi kraljevim davkom in drugim dajatvam.
Konstitucije so vplivale tudi na Cerkev,  vendar na edinstven način. Duhovščina je bila podrejena splošnim sodiščem, odvzeta ji je bila pravica do sojenja heretikom, prepovedano ji je bilo pridobivanje zemlje in je bila prisiljena v prodajo dediščine.
Centralizirajoča zakonodaja ni prizadela samo Cerkve in baronov, ampak tudi mesta. Mestom so bile odvzete mestne pravice  in so postala bolj neposredno podrejena ne le kralju, ampak tudi njegovim ministrom. Mesta v južni Italiji niso mogla postati občine, kot je bilo mogoče v severni Italiji.  Zaradi strahu pred plenjenjem in ropanjem jim je bilo prepovedano voliti konzule ali podestate. Tako kot baroni so bila tudi mesta prikrajšana za kazenske sodne pravice. Te pravice so bili prenesene izključno na kralja in njegove sodnike.
Sodniki in ministri so postali pomembnejši sloj družbe. Ko je na oblast prihajalo vedno več preprostih svobodnjakov, je kralj potreboval vse manj plemičev. Sodniki so bili izvoljeni za eno leto in prejemali plačo od države in bili zato zvesti kralju in njegovi upravi, saj so bili brez nje povsem nepomembni.
Visoki funkcionarji, starodavni ammiratus ammiratorum (oboževalci oboževalcev), so bili veliki protonotar (ali logotet), veliki komornik, veliki senešal, veliki kancler, veliki konstabel in sodni mojster. Zadnji je bil vodja velike kurije (Magna curia), kraljevega sodišča (curia regis) in najvišjega prizivnega sodišča. Veliko računsko sodišče, je delovalo kot revizijski oddelek velike kurije. Razen tega je obstajal nekakšen parlament, ki so ga sestavljali ne le baroni, ampak tudi izobraženci in meščani. Parlament ni razpravljal o zakonodaji, ki jo je sprejemal in razveljavljal kralj, ali jo potrjeval, ampak jo je samo sprejemal in razglašal in svetoval, kjer je lahko.
Država je imela monopol na svilo, železo in žito, po drugi strani pa so bile tarife za trgovino znotraj kraljestva odpravljene. Privilegiji, podeljeni Pisi in Genovi, so bili preklicani. Uteži in mere so bile enotno urejene po vsem kraljestvu.
Enakost vseh državljanov pred zakonom je bila končno potrjena. Konstitucije  so močno zmanjšale moč plemstva in sledile rimski tradiciji enakosti pred zakonom: vsi svobodnjaki, torej vsi državljani, so bili teoretično enaki. Friderik je v korist meščanov prepovedal sojenje s preizkušnjo (božja sodba) in svojim sodnikom ukazal, naj namesto tega uporabljajo "običajne dokazne metode, ki so jih uvedli starodavni zakoni in naše ustave". Konstitucije so uporabile zlasti razum in logiko, da so zavrnile vraževerne temelje preizkušnje. Prepovedan je bil na primer preskus z razbeljenim železom, ker so ljudje verjeli, da "naravna toplota razbeljenega železa segreje in, kar je še bolj neumno, ohladi brez pravega učinka". Preskus z vodo je bil prepovedan zaradi prepričanja, "da obtoženec kaznivega dejanja preskusa ne bo preživel zaradi ledene vode, ampak zaradi zadostne količine zraka ki ga bo vsdihnil".  Friderik je prepovedal tudi sojenje z dvobojem in ukazal, da se da večja teža pričanju prič. Če ni bilo mogoče zagotoviti nobenih prič, so bile dovoljene tudi izjeme.
Konstitucije  vsebujejo tudi druge določbe, na primer za delo zdravnikov. Friderik je razglasil, da je za poklic zdravnika treba imeti tudi nekaj praktičnih izkušenj, ki jih številni evropski univerzitetno izobraženi zdravniki leta 1231 niso imeli.
Po mnenju Ernsta Kantorowicza so Melfinske konstitucije "rojstni list sodobne upravne države".
Melfijske konstitucije so ostale veljavno pravo v Neapeljskem kraljestvu do leta 1809 in na Siciliji do leta 1819.

## Izdaje in prevodi
- Powell, James M., ur. (1971). The Liber Augustalis, or Constitutions of Melfi Promulgated By the Emperor Frederick II for the Kingdom of Sicily in 1231. Syracuse University Press.
- Stürner, Wolfgang, ur. (1996). Die Konstitutionen Friedrichs II. für das Königreich Sizilien. Constitutiones et Acta Publica Imperatorum et Regum, vol. 2 (suppl.). Monumenta Germaniae Historica. Hanover: Hahnsche Buchhandlung.
- Constitutionum Regni Siciliarum (ur. 1773).

## Opomba
1. ↑  Imenuje se tudi Liber Constitutionum Regni Siciliae ali Constitutiones Melphitanae, od koder izhaja njeno neformalno ime Ustava Melfija. Ime Liber Augustalis so si izmislili komentatorji, prepričani, da so zakoni izjava o teoriji avtokracije.[1]

## Vira
- David Abulafia (1988). Frederick II. A Medieval Emperor . chapter six.
- Messana, Federico. Liber Augustalis o Costituzioni melfitane (1231).